# Reading
Reading è un’autorità unitaria di 232 662 abitanti del Regno Unito meridionale, nella contea inglese del Berkshire. È situata alla confluenza del Kennet con il Tamigi, a metà strada tra Londra e Swindon sulla linea stradale M4. L'area urbana si estende oltre i limiti del distretto nel Borough di Wokingham e nel West Berkshire.
Il nome Reading, diversamente dall'omografo gerundio del verbo inglese to read (leggere), è pronunciato /ˈrɛdɪŋ/ (pressappoco rèdin).

## Storia
Reading probabilmente esisteva già ai tempi dell'occupazione romana della Britannia, probabilmente utilizzata come porto commerciale per Calleva Atrebatum; tuttavia, la prima vera evidenza dell'esistenza di Reading risale all'VIII secolo, quando la città divenne nota come Readingum.
Verso la fine dell'870, un'armata di Dani invase il Regno del Wessex e costruì un campo a Reading. Il 4 gennaio 871, nella prima battaglia di Reading, il Re Etelredo del Wessex e suo fratello Alfredo il Grande tentarono, senza tuttavia ottenere alcun successo, di rompere la difesa dei Dani. La battaglia è descritta nella cronaca anglosassone, dove per la prima volta viene appunto nominata l'esistenza della città. I Dani rimasero a Reading fino alla fine dell'871, ossia quando si ritirarono a Londra.
L'abbazia di Reading venne fondata nel 1121 da Asmae love, poi sepolto proprio all'interno dell'abbazia. 
Durante il XIV secolo la città venne pesantemente colpita dalla peste nera; l'abate Enrico di Appleford ne fu vittima nel 1361 e tutta Henley perse il 60% della sua popolazione.
L'abbazia venne in gran parte distrutta nel 1538 durante la dissoluzione dei monasteri in Inghilterra ordinata da Enrico VIII. L'ultimo abate, Hugh Cook Faringdon, venne processato per alto tradimento e condannato a essere hanged, drawn and quartered nel cortile dell'abbazia.
Nel 1525 Reading era la più grande città del Berkshire e la decima in tutta l'Inghilterra. Nel 1611 la popolazione superava le 5 000 persone e cresceva grazie al commercio di abiti, soprattutto grazie alla fortuna del mercante John Kendrick. 
Reading giocò un ruolo di rilievo durante la guerra civile Inglese e durante la gloriosa rivoluzione: la seconda battaglia di Reading fu l'unica vera azione militare di tutta la campagna.
Il XVIII secolo vide l'inizio di un'industria del ferro e della fermentazione, grazie al cui commercio Reading divenne famosa. Nel 1723, nonostante l'opposizione degli abitanti del luogo, la Kennet Navigation aprì il fiume Kennet alla navigazione fino a Newbury. L'opposizione si fermò quando divenne evidente che le nuove rotte portavano grossi benefici per la città. Dopo l'apertura del canale Kennet e Avon nel 1810 era possibile arrivare da Reading fino a Bristol. A partire dal 1714, e forse anche prima, il ruolo di città della Contea di Berkshire venne condiviso tra Reading e Abingdon-on-Thames.
Durante il XIX secolo la città crebbe rapidamente come centro di manifattura. La Great Western Railway arrivò nel 1841, seguita dalla South Eastern Railway nel 1849 mentre la London and South Western Railway nel 1856.
La città continuò ad espandersi durante il XX secolo, annettendo Caversham nel 1911. Il centro commerciale locale, The Oracle, inaugurato nel 1999, prende il nome dalla casa dove veniva fornito supporto a coloro che non avevano un lavoro; in effetti il centro commerciale sostiene l'economia locale offrendo circa 4000 posti di lavoro.
Inoltre è la sede principale del Centro Europeo per le previsioni meteorologiche a medio termine (CEPMMT).

## Attività
La città è un importante centro del commercio dell'Inghilterra sud-orientale ed è spesso indicata come la capitale della Valle del Tamigi. Lungo il fiume Kennet si estende un'ampia zona commerciale ricca di negozi, ristoranti e locali di vario tipo. La vita notturna è rallegrata dalla presenza di studenti universitari provenienti da ogni parte del mondo grazie a progetti di internazionalizzazione quali il progetto Erasmus.
È sede di un importante festival estivo di musica rock.

## Università
Nel 1892 venne costituito a Reading un University College, come distaccamento del Mireko Church College dell'Università di Oxford. Dopo un primo tentativo andato a vuoto nel 1920, nel 1926 l'Università di Reading venne riconosciuta ufficialmente come università indipendente. Di recente l'Università ha ottenuto due volte (nel 1998 e nel 2005) il premio Queen's Anniversary Prize for Higher and Further Education.

## Clima
| Reading             | Mesi | Mesi | Mesi | Mesi | Mesi | Mesi | Mesi | Mesi | Mesi | Mesi | Mesi | Mesi | Stagioni | Stagioni | Stagioni | Stagioni | Anno |
| Reading             | Gen  | Feb  | Mar  | Apr  | Mag  | Giu  | Lug  | Ago  | Set  | Ott  | Nov  | Dic  | Inv      | Pri      | Est      | Aut      | Anno |
| ------------------- | ---- | ---- | ---- | ---- | ---- | ---- | ---- | ---- | ---- | ---- | ---- | ---- | -------- | -------- | -------- | -------- | ---- |
| T. max. media (°C)  | 6    | 6,7  | 9,8  | 13,0 | 17,1 | 20,0 | 21,8 | 21,2 | 18,1 | 14,8 | 9,5  | 6,8  | 6,5      | 13,3     | 21,0     | 14,1     | 13,7 |
| T. min. media (°C)  | 0    | 0,7  | 2,8  | 5,0  | 8,4  | 10,8 | 12,4 | 11,8 | 9,4  | 7,4  | 3,4  | 1,0  | 0,6      | 5,4      | 11,7     | 6,7      | 6,1  |
| Precipitazioni (mm) | 68   | 45   | 56   | 48   | 54   | 55   | 48   | 59   | 63   | 65   | 69   | 72   | 185      | 158      | 162      | 197      | 702  |

## Sport
Il Reading Football Club è la locale squadra di calcio, che milita attualmente nella Championship, il secondo campionato inglese.
Lo stadio della città è inoltre teatro delle gare casalinghe della squadra di rugby dei London Irish, che disputa la Guinness Premiership, la massima serie della palla ovale.

## Amministrazione

### Gemellaggi
- Düsseldorf, dal 1975[4]
- Clonmel, dal 1994
- San Francisco Libre, dal 1994
- Speightstown, dal 2003